# MC 해머
스탠리 커크 버렐(Stanley Kirk Burrell, 1962년 3월 30일 ~ )은 MC 해머(MC Hammer)라는 예명으로 잘 알려진 미국의 래퍼이자 댄서이다. 1987년 1집 《Feel My Power》로 데뷔하였다. 1990년에 발매된 《Please Hammer Don't Hurt'Em》의 수록곡 〈U can't touch this〉와 1991년 《Too Legit to Quit》 앨범의 동명곡으로 공전의 히트를 기록하였다. 막대한 돈을 벌었던 해머는 그 후 발매 앨범들은 모두 상업적, 퇴보된 앨범이라며 비판받았고, 1995년 《Inside Out》이후 그의 낭비하는 생활 방식과 감소하는 앨범 판매로 1370만 달러의 빚을 진 채 1996년 4월 파산하였다. 2001년에 음악 활동을 재개하였고, 2005년, MTV 뮤직 비디오 어워즈에 출연하여, 시크릿 퍼포먼스를 선보여 관객들을 놀라게 했다. 2011년 10월 19일 검색 엔진 "WireDoo"를 개발하고 있다고 발표했다.

## 디스코그래피
- Feel My Power (1987)
- Let's Get It Started (1988)
- Please Hammer, Don't Hurt 'Em (1990)
- Too Legit to Quit (1991)
- The Funky Headhunter (1994)
- Inside Out (1995)
- Too Tight (1996)
- Family Affair (1998)
- Active Duty (2001)
- Full Blast (2004)
- Look Look Look (2006)
- DanceJamTheMusic (2009)